# Ríkia
Ríkia, en grec moderne : Ρίκια, est un village du dème de Triphylie, district régional de Messénie, en Grèce.
Selon le recensement de 2011, la population du village s'élève à 31 habitants.